# Корі Фельдман
Корі Скотт Фельдман (англ. Corey Scott Feldman; 16 липня 1971, Лос-Анджелес, Каліфорнія, США) — американський актор і музикант. Став відомим завдяки ролям дітей та підлітків у 1980-х роках у таких фільмах, як «П’ятниця, 13-е: Остання глава» (1984), «Гремліни» (1984), «Бовдури» (1985) і «Залишся зі мною» (1986). У 1987 році Фельдман знявся у фільмі жахів «Пропащі хлопці» з Корі Хаїмом; вони стали відомі як «Двоє Корі» і разом знімалися в інших фільмах, зокрема у «Водійські права» (1988) та «Загадай маленьку мрію» (1989).
У дорослому віці Фельдман зазнав набагато меншого успіху в кіноіндустрії, на тлі широко розголошених особистих конфліктів із Хаїмом через зловживання останнім психоактивними речовинами та з Майклом Джексоном, який подружився з ним, коли він був підлітковою знаменитістю. Він відкрито говорив про сексуальне насильство над дітьми та підлітками в індустрії розваг, називаючи себе жертвою такого насильства.

## Раннє життя
Фельдман народився 16 липня 1971 року в Резеді, штат Каліфорнія, в сім’ї продюсера Боба Фельдмана та офіціантки Шейли Фельдман, яка подає коктейлі. Фельдман був вихований євреєм. Фельдман стверджував, що його батьки експлуатували його як дитину-актора щоб заробити і що його мати була образливою; Шейла Фельдман заперечує його звинувачення.

## Кар'єра
Фельдман почав свою кар'єру у віці трьох років, знявшись у рекламі McDonald's. В дитинстві знявся в понад 100 телевізійних рекламних роликах і в 50 телевізійних серіалах, зокрема The Bad News Bears, Mork &amp; Mindy, Eight Is Enough, One Day at a Time, Madame's Place і «Будьмо». Знявся у фільмах «Подорож у машині часу» та «Лис і мисливський пес». У 1981 році він з'явився в дитячій музичній комедії NBC «Як їсти як дитина» разом з іншими майбутніми дітьми-зірками Біллі Джейном і Георгом Олденом. У 1982 році він зіграв «Маленького великого» Джима Меллоя в односерійній ситком «Кес Маллой», яка стала пілотом для пізнього ситкому «Вона — шериф».

## Фільмографія
| Рік  | Українська назва                  | Оригінальна назва                                              | Роль                            | Примітки                 |
| ---- | --------------------------------- | -------------------------------------------------------------- | ------------------------------- | ------------------------ |
| 1979 |                                   | Willa                                                          | T.C.                            | TV movie                 |
| 1979 | Подорож у машині часу             | 'Time After Time                                               | хлопчик у музеї                 |                          |
| 1981 | Лис і мисливський пес             | The Fox and the Hound                                          | малий Коппер                    | голос                    |
| 1984 | П'ятниця, 13-те: Остання глава    | Friday the 13th: The Final Chapter                             | Томмі Джарвіс                   |                          |
| 1984 | Гремліни                          | Gremlins                                                       | Піт Фонтейн                     |                          |
| 1985 | П'ятниця, 13-те: Новий початок    | Friday the 13th: A New Beginning                               | Томмі Джарвіс у віці 12 років   |                          |
| 1985 | Бовдури                           | The Goonies                                                    | Кларк «Ротяка» Доверо           |                          |
| 1986 | Залишся зі мною                   | Stand by Me                                                    | Тедді Дюшам                     |                          |
| 1987 | Пропащі хлопці                    | The Lost Boys                                                  | Едгар Фрог                      |                          |
| 1988 | Водійські права                   | License to Drive                                               | Dean                            |                          |
| 1989 | Цікаві                            | The 'Burbs                                                     | Рікі Батлер                     |                          |
| 1989 | Загадай маленьку мрію             | Dream a Little Dream                                           | Боббі Келлер                    |                          |
| 1990 | Черепашки-ніндзя                  | Teenage Mutant Ninja Turtles                                   | Донателло                       | голос                    |
| 1991 |                                   | Edge of Honor                                                  | Butler                          |                          |
| 1991 |                                   | Rock 'n' Roll High School Forever                              | Jessie Davis                    |                          |
| 1992 |                                   | The Magic Voyage                                               | Pico                            | голос                    |
| 1992 |                                   | Meatballs 4                                                    | Ricky Wade                      |                          |
| 1992 | Round Trip to Heaven              |                                                                | Ricky Wade                      |                          |
| 1993 |                                   | Blown Away                                                     | Wes Gardner                     |                          |
| 1993 |                                   | Stepmonster                                                    | Phlegm                          |                          |
| 1993 | Заряджена зброя 1                 | National Lampoon's Loaded Weapon 1                             | молодий войовничий поліцейський |                          |
| 1993 | Юні мутанти черепашки ніндзя 3    | Teenage Mutant Ninja Turtles III                               | Донателло                       | голос                    |
| 1994 |                                   | Lipstick Camera                                                | Joule Iverson                   |                          |
| 1994 |                                   | National Lampoon's Last Resort                                 | Sam                             |                          |
| 1994 | Меверік                           | Maverick                                                       | грабіжник банку                 |                          |
| 1994 |                                   | A Dangerous Place                                              | Taylor                          |                          |
| 1995 |                                   | Voodoo                                                         | Andy                            |                          |
| 1995 | Загадай маленьку мрію 2           | Dream a Little Dream 2                                         | Боббі Келлер                    |                          |
| 1996 | Кривавий бордель                  | Bordello of Blood                                              | Калеб Вердо                     |                          |
| 1996 | Зловісна одержимість              | Evil Obsession                                                 | Гомер Дуглас                    |                          |
| 1996 |                                   | South Beach Academy                                            | Billy Spencer                   |                          |
| 1996 | Червона лінія                     | Red Line                                                       | Тоні                            |                          |
| 1997 |                                   | Busted                                                         | David                           | Also director            |
| 1997 |                                   | Born Bad                                                       | Marco                           |                          |
| 1998 |                                   | She's Too Tall                                                 | Doug Beckwith                   |                          |
| 1998 | The Waterfront                    |                                                                |                                 |                          |
| 1998 | Strip 'n Run                      |                                                                |                                 |                          |
| 1998 |                                   | Storm Trooper                                                  | Roth                            |                          |
| 2000 |                                   | The Million Dollar Kid                                         | Charles                         |                          |
| 2000 |                                   | The Scarecrow                                                  | Max the Mouse                   | Credited as Edggar Frogg |
| 2000 | Токсичний месник 4                | Citizen Toxie: The Toxic Avenger IV                            | Sarah's Gynecologist            |                          |
| 2001 |                                   | Porn Star: The Legend of Ron Jeremy                            | самого себе                     | документальний фільм     |
| 2001 | My Life as a Troll                |                                                                |                                 |                          |
| 2001 |                                   | Seance a.k.a. Killer in the Dark                               | John                            |                          |
| 2002 |                                   | Bikini Bandits                                                 | Angel Gabriel                   |                          |
| 2003 |                                   | Pauly Shore Is Dead                                            | самого себе                     |                          |
| 2003 |                                   | Mayor of the Sunset Strip                                      | самого себе                     | документальний фільм     |
| 2003 | Dickie Roberts: Former Child Star |                                                                | самого себе                     |                          |
| 2004 |                                   | Serial Killing 4 Dummys                                        | Stor Clerk                      |                          |
| 2004 |                                   | My Date with Drew                                              | самого себе                     | документальний фільм     |
| 2004 |                                   | No Witness                                                     | Mark Leiter                     |                          |
| 2004 |                                   | The Birthday                                                   | Norman Forrester                |                          |
| 2004 |                                   | Puppet Master vs Demonic Toys                                  | Robert Toulon                   |                          |
| 2005 |                                   | Space Daze                                                     | самого себе                     |                          |
| 2008 |                                   | Terror Inside                                                  | Allen                           |                          |
| 2008 |                                   | Lost Boys: The Tribe                                           | Edgar Frog                      |                          |
| 2009 |                                   | Hooking Up                                                     | Ryan Thompson                   |                          |
| 2009 |                                   | Lucky Fritz                                                    | Lucky Fritz                     |                          |
| 2009 |                                   | Splatter                                                       | Jonny Splatter                  |                          |
| 2010 |                                   | Lost Boys: The Thirst                                          | Edgar Frog                      |                          |
| 2011 |                                   | We Will Rock You                                               | Samuel Stilman                  |                          |
| 2012 |                                   | Six Degrees of Hell                                            | Kyle Brenner                    | [ 8 ]                    |
| 2013 |                                   | The Zombie King                                                | Kalfu                           | [ 9 ]                    |
| 2013 |                                   | Crystal Lake Memories: The Complete History of Friday the 13th | самого себе / оповідач          |                          |
| 2018 |                                   | Corbin Nash                                                    | Queeny                          |                          |
| 2020 |                                   | (My) Truth: The Rape of 2 Coreys                               |                                 | [ 10 ] [ 11 ]            |
| 2021 |                                   | 13 Fanboy                                                      | Mike Merryman                   |                          |

## Нагороди
| Рік  | Нагорода                | Категорія                                                                                | Робота            |
| ---- | ----------------------- | ---------------------------------------------------------------------------------------- | ----------------- |
| 1986 | The Jackie Coogan Award | Найкращий акторський склад (разом з Вілом Вітоном, Рівером Феніксом, Джеррі О'Коннеллом) | «Залишся зі мною» |
| 1987 | Молодий актор           | Найкращий молодий актор у фільмі жахів                                                   | «Пропащі хлопці»  |
| 1988 | Молодий актор           | Найкращий молодий актор комедійного фільму (разом з Корі Хаїмом)                         | «Водійські права» |